# Bensheim
Bensheim er en by i den tyske delstat Hessen; Den ligger ca. 25 km. syd for
Darmstadt.
- Bensheim
- Rathaus

- Rodensteiner Hof
- Schloss Auerbach

- St. Georg
- Haus Fleck

## Ekstern henvisning
- Wikimedia Commons har flere filer relateret til Bensheim
- http://www.schloesser-hessen.de/schloesser/bensheim/bensheim.htm Arkiveret 7. oktober 2008 hos  Wayback Machine
- http://www.ushmm.org/museum/exhibit/online/dp/camp12.htm Arkiveret 10. oktober 2008 hos  Wayback Machine
- Goethe-Gymnasium Arkiveret 13. august 2006 hos  Wayback Machine